# 11179 Ahmadperez
11179 Ahmadperez eller 1998 FB109 är en asteroid i huvudbältet som upptäcktes den 31 mars 1998 av LINEAR i Socorro County, New Mexico. Den är uppkallad efter Ahmad Amin Perez.
Asteroiden har en diameter på ungefär 5 kilometer.